# آلپلیستوک
آلپلیستوک (به لاتین: Alplistock) یک کوه در سوئیس است که در کانتون برن واقع شده‌است. آلپلیستوک ۲٬۸۷۸ متر بالاتر از سطح دریا واقع شده‌است.